# پیوریا (آریزونا)
پیوریا (به انگلیسی: Peoria) شهری در شهرستان مریکوپا ایالت آریزونا است که در سرشماری سال ۲۰۱۰ میلادی، ۱۵۴٬۰۶۵ نفر جمعیت داشته‌است. پیوریا، به‌طور رسمی در تاریخ ۱۹۵۴ میلادی به‌عنوان یک شهر شناخته شد.